# ستينيانو
هي مدينة تقع في مقاطعة ريدجو كالابريا في إيطاليا . وتقع حوالي 50 كيلومترا إلى الجنوب من كاتانزارو ، وحوالي 80 كم شمال شرق ريجيو كالابريا.

## السكان
في سنة 1861 بلغ عدد السكان 1٬878 نسمة، وتطور العدد ليصل في سنة 2011 لـ 1٬340 نسمة.
يظهر هذا المخطط البياني تطور النمو السكاني لـ ستينيانو